# Polysarcus denticauda
Espèce
Statut de conservation UICN

 LC  : Préoccupation mineure
Polysarcus denticauda, appelé communément Barbitiste ventru, est une espèce de sauterelles de la famille des Tettigoniidae et de la sous-famille des Phaneropterinae.

## Distribution
On peut la retrouver en France, Allemagne, Hongrie, Autriche, République tchèque, Albanie, Croatie, Bosnie-Herzégovine, Grèce, Turquie et Bulgarie.

## Habitat
Strate herbacée des milieux ouverts de type prés, prairies, landes; broussailles, buissons, arbustes, arbres,... et parfois dans les jardins.

## Comportement
Bio Acoustique de Polysarcus denticauda :
Modèle:BioAcousticaSample